# Cobra-coral-da-caatinga
Micrurus ibiboboca é uma de espécie de cobra-coral, um elapídeo do gênero Micrurus. É uma coral tricolor de grande porte, nativa da Caatinga, normalmente medindo entre 75 e 85 cm, podendo chegar até 133 cm de comprimento. A fronte da cabeça é preta e branca, seguida por um anel preto e nuca de cor vermelha. Os anéis vermelhos são separados entre si por tríades de anéis  pretos (entre 7 e 13 tríades) que são divididos entre si por dois anéis brancos.

## Etimologia
Ibiboboca vem do nome de língua tupi da cobra, ybyboboka, que etimologicamente significa fende-terra, pois "... Elas, no rojarem, fendem a terra à maneira de toupeiras..." (conforme José de Anchieta). O nome vem, portanto, de yby, terra, e o verbo bobok, fender.

## Distribuição Geográfica
Micrurus ibiboboca é um complexo de espécies, todas endêmicas do Brasil, da região nordeste do país, com registros para os estados do Piauí,  Alagoas, Bahia, Paraíba, Maranhão, Ceará, Pernambuco e Sergipe.

## Ameaça e Conservação
Não há informações de ameaças sofridas especificamente para essa espécie. Mas, acredita-se que populações que ocupam a Mata atlântica na região Nordeste, podem estar correndo o risco de extinção devido a fragmentação e perda de habitat, devido a expansão da pecuária, plantações de cana-de-açúcar, poluição e desenvolvimento das vias urbanas. 
A espécie ocorre na área de abrangência do Plano de Ação Nacional para Conservação da Herpetofauna Ameaçada da Mata Atlântica Nordestina (Brasil 2013).
Há espécies presentes na Estação Ecológica de Uruçuí-Una, área de Proteção Ambiental de Sirinhaém e na área de Proteção Ambiental Baía de Todos os Santos.

## Toxidade
As Elapidae são portadoras de uma peçonha com alta atividade neurotóxica com capacidade letal. 
Fazem parte dessa família as serpentes corais americanas (gênero Micrurus) com suas peçonhas contendo cerca de 90-95% de componentes proteicos, sendo na sua maior parte neurotoxinas com baixa massa molecular. 